# Arachne (webbrowser)
Arachne is een internetsuite bestaande uit een grafische webbrowser, e-mailclient en dialer. Arachne wordt ontwikkeld door Michal Polák, oorspronkelijk onder de bedrijfsnaam xChaos (later: Arachne Labs). Arachne werd later uitgebracht onder de GPL als Arachne GPL.
Arachne is beschikbaar voor zowel op DOS gebaseerde besturingssystemen als Linux. De Linux-versie maakt gebruik van SVGALib, waardoor er geen venstersysteem benodigd is.

## Geschiedenis
De eerste openbare versie van Arachne was 1.0 bèta 2, uitgebracht op 22 december 1996. De laatste officiële versies van Arachne Labs waren 1.70R3 voor DOS (22 januari 2001) en 1.66 bèta voor Linux (20 juli 2000). Sindsdien zijn er door Polák op eigen titel nog enkele DOS-versies uitgebracht. Voor Linux verscheen er pas op 24 mei 2008 weer een versie, te weten 1.93 bèta. De huidige DOS-versie wordt onderhouden door Glenn McCorkle.

## Kenmerken

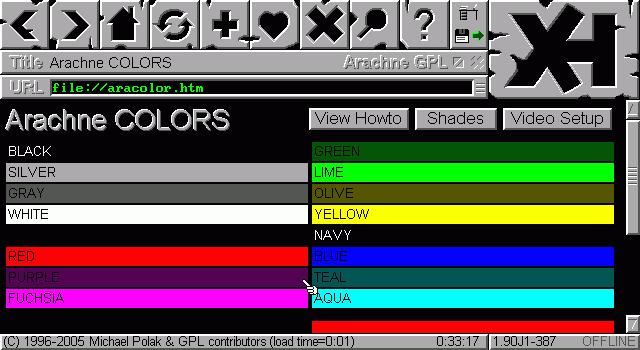
Schermafdruk van Arachne in 640×350-modus met 14 kleuren

Arachne heeft ondersteuning voor diverse bestandsformaten, protocollen en standaarden.

### Videomodi
Qua videomodi ondersteunt Arachne alles van CGA 640×200 (monochroom) tot VESA 1024×768 (65536 kleuren). De browser is specifiek ontworpen voor systemen zonder venstersysteem.

### Afbeeldingsformaten
Qua afbeeldingsformaten ondersteunt Arachne JPEG, PNG, BMP en GIF.

### HTML en CSS
Arachne ondersteunt delen van HTML 4.0 en CSS 1.0 (zie ook onderstaande tabel), waaronder tabellen en frames.
| Stijl            | Aliassen        | Opties                                 |
| ---------------- | --------------- | -------------------------------------- |
| color            |                 | #rgb, #rrggbb of de naam van een kleur |
| background-color | background      | #rgb, #rrggbb of de naam van een kleur |
| font-size        |                 | %, px, pt                              |
| font-style       |                 | i (cursief)                            |
| font-weight      |                 | b (vetgedrukt)                         |
| text-decoration  | font-decoration | u (onderstrepen)                       |

Er is echter geen ondersteuning voor JavaScript, Java en SSL.

### Protocollen
Arachne ondersteunt onder meer FTP, NNTP voor Usenet-fora, POP3, SMTP en Gopher. Ook is er volledige ondersteuning voor TCP/IP, inbel- en Ethernet-verbindingen. Ook is er ondersteuning voor DOS Gateway Interface (DGI), een functie die vergelijkbaar is met Common Gateway Interface (CGI)-scripting op de client.

### Uitbreidingen
Arachne kan worden met uitbreidingen worden voorzien van ondersteuning voor het bekijken van DivX-films, beluisteren van MP3-bestanden, chatten via IRC en het lezen van RSS-feeds en PDF-documenten.

## Varianten

### DPMI Arachne
In 2006 werd door Udo Kuhnt een experimentele versie van Arachne voor DPMI uitgebracht onder de naam DPMI Arachne.

### DR-WebSpyder
In 1997 nam Caldera UK een licentie af op de broncode van Arachne. Caldera UK bracht hiermee in 1998 een eigen, commerciële versie van de browser uit onder de naam DR-WebSpyder. De naam had betrekking op DR-DOS, wat toentertijd in handen van Caldera was. Deze versie bevatte onder meer ondersteuning voor Novells dialer en TCP/IP, JavaScript, SSL, alsmede eigen toegevoegde ondersteuning voor frames, GIF-bestanden, audio-uitvoer, afdrukken van pagina's, een optioneel virtueel toetsenbord voor aanraakschermen, gebruikersprofielen en een nieuw, aanpasbaar ontwerp met behulp van Allegro. Ook kon de browser worden gecompileerd voor DOS 32-bit protected mode (Arachne is 16-bit).
Na de afsplitsing van DR-DOS naar Caldera Thin Clients (later: Lineo), werd naar de browser verwezen onder de naam Embrowser. Sinds 2000 wordt de Linux-versie uitgebracht onder de naam Embedix Browser.